# Jan Veldkamp (onderwijzer)
Jan Veldkamp (Hoogeveen, 9 april 1868 – Amsterdam, 3 november 1946) was onderwijzer in Amsterdam.
Hij stelde samen met Klaas de Boer de liedbundel Kun je nog zingen, zing dan mee (1906) samen. Mede dankzij zijn jarenlange inzet werd dit een van de meest succesvolle liedboeken van de twintigste eeuw.

## Levensloop
Jan Veldkamp was de zoon van Berend Veldkamp en Johanna Halfmouw. Zijn vader was hoofd van een school. Jan Veldkamp ging naar de kweekschool. Hij volgde deze opleiding gelijktijdig met Klaas de Boer, met wie hij vanaf 1906 meerdere liedboeken zou samenstellen.
In 1889 werd Veldkamp onderwijzer aan een lagere school in Amsterdam. Daar ontmoette hij zijn toekomstige vrouw Aafje Cornelia Dorsman (1876-1947) bij zangvereniging Orpheus. Zij trouwden in 1898 in Amsterdam en kregen twee zoons: Cornelis (1901) en Berend (1905).
Jan Veldkamp overleed in Amsterdam in 1946, in de leeftijd van 78 jaar. Aafje Dorsman overleed een jaar na haar echtgenoot, in 1947.

## Het liedboekKun je nog zingen

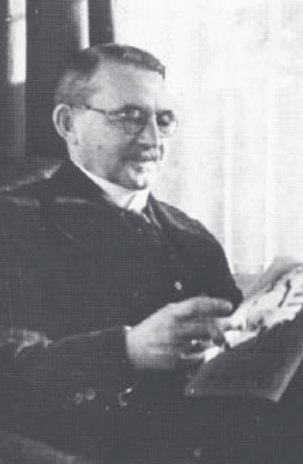
Klaas de Boer (1865-1943).

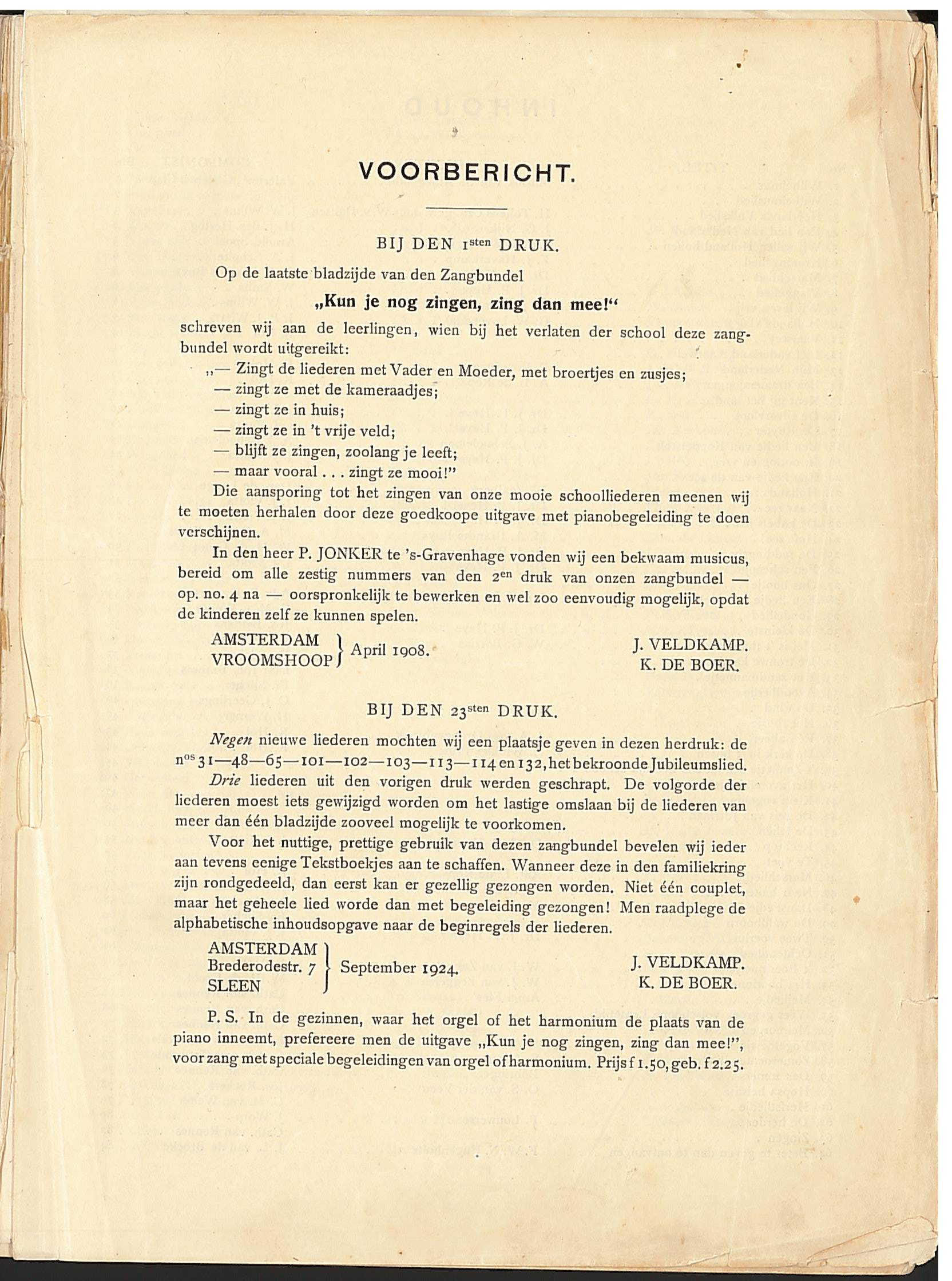
Het voorwoord in Kun van 1924, waarin aanbevolen wordt om ook enige tekstboekjes aan te schaffen.

Veldkamp leerde Klaas de Boer hoogstwaarschijnlijk tijdens de kweekschool kennen. Samen stelden zij de liedbundel Kun je nog zingen, zing dan mee (1906) samen. Het bevat eigentijdse liedjes van Nederlandse tekstdichters en componisten. De bundel was bedoeld voor zowel op school als thuis en de doelgroep was van 8 tot 80 jaar.
De aanleiding voor de uitgave was, dat Veldkamp zocht naar een bijverdienste. In 1905 was zijn tweede zoon geboren en hij had financiële zorgen. Na het verschijnen van het liedboek, bleek hij commercieel handig te zijn aangelegd. Hij reisde stad en land af om boekhandels te bezoeken en als deze het boek hadden of afnamen, drong hij aan op een plaatsje in de etalage.
Hij nam bovendien contact op met verschillende gemeentebesturen om bij een viering of bijzondere gebeurtenis liederen uit de bundel te zingen. Samen met De Boer maakte hij een heel aantal varianten op de bundel, voor bepaalde doelgroepen, gebeurtenissen en prijsklassen. Daarbij drong hij er bij de uitgeverij meermaals op aan om meer te adverteren.
Kun je nog zingen wordt beschouwd als het meest succesvolle liedboek van de twintigste eeuw. Het bleef de gehele eeuw in druk (41e druk in 1986) en in 1967 waren er ongeveer 600.000 exemplaren van verkocht - een ongekende oplage voor een liedboek. Dat juist dit liedboek zo veel werd verkocht en zo wijdverbreid raakte (en niet een van de andere vele liedboeken van deze soort in die tijd; bloemlezingen en liedverzamelingen) is niet los te zien van de jarenlange inzet van Veldkamp.

## Overige liedboeken
Uit het succes van Kun je nog zingen vloeide een variant voort, beginnend met dezelfde titel: Kun je nog zingen, zing dan mee! Voor jonge kinderen (1912). Hierin namen Veldkamp en De Boer kinderliedjes op voor kinderen van ongeveer 4 tot 7 jaar. Dit kinderliedboek werd meerdere keren herdrukt.
Daarnaast stelde Jan Veldkamp verschillende bundels samen met zijn broer Klaas Veldkamp, zoals Van alles wat (1914) en een Volkszangbundel (1924).

## Uitgaven (selectie)
- Naar buiten! 12 wandelliederen, verzameld door J. Veldkamp (Noordhoff, Groningen, 1906)
- Kun je nog zingen, zing dan mee. Honderd algemeen bekende schoolliederen, samengesteld door J. Veldkamp en K. de Boer, met pianobegeleiding van P. Jonker. (1e druk 1906, 41e druk in 1986)
- Eenheid in den volkszang, samengesteld door J. Veldkamp en K. de Boer, 2 dln. (Noordhoff, Groningen, 1909)
- Kun je nog zingen, zing dan mee! Voor jonge kinderen, J. Veldkamp en K. de Boer (Noordhoff, Groningen, 1912)
- Van alles wat. Eenvoudige kunstliederen van kleinen toonomvang met gemakkelijk speelbare pianobegeleiding, K. Veldkamp en J. Veldkamp (Noordhoff, Groningen, 1914)
- Duetten. Eenvoudige duetten met gemakkelijke pianobegeleiding, bijeengebracht door K. en J. Veldkamp (Noordhoff, Groningen, zonder jaar), 2 delen.
- Volkszangbundel. Vervolg op 'Kun je nog zingen, zing dan mee', samengesteld door K. en J. Veldkamp (Noordhoff, Groningen, 1924)